# Лев Кацков
Лев Евтимов Кацков е български политик, общественик и революционер, деец на Вътрешната македоно-одринска революционна организация.

## Биография
Роден е в Охрид. В 1907 година завършва с двадесет и втория випуск Солунската българска мъжка гимназия. Завършва право и работи като учител. Кацков става революционер и влиза в редиците на ВМОРО. При избухването на Балканската война в 1912 година е доброволец в Македоно-одринското опълчение в Сборна партизанска рота на МОО. След освобождаването на Охрид от сърбите, влиза в установеното временно българско управление. Взема участие в Охридско-Дебърското въстание в 1913 година срещу новите сръбски власти като един от организаторите на въстанието от ВМОРО.
На 17 септември 1913 година 20 души видни българи напускат града за Албания: учителите Никола Киров Майски, Иван Делов, Коста Лещаров, Иван Василев, Димитър Силянов, Александър Автов, Коста Климов, Евтим Янкулов, Атанас Каневчев, Климент Каневчев, Паско Пармаков, секретарят на българската митрополия Лев Огненов, Лев Кацков, търговците Иван Групчев, Петър Филев и Ахил Банджов.
Установява се в Гюмюрджина, а след като Западна Тракия е загубена в 1919 година, се мести в Кърджали и работи като адвокат. Занимава се и с политика и е близък до Демократическата партия. В 1927 година, след намесата на Петър Шанданов, кандидатурата на Димитър Ачков за депутат на Македонската парламентарна група от Демократическия сговор в Кърджалийско е провалена в полза на Лев Кацков. На Седмия конгрес на Съюза на македонските емигрантски организации в 1928 година Кацков заедно с Ал. Василев, като делегати на Македонско културно-просветно дружество в Кърджали, са на страната на протогеровистите и на следната 1929 година подписват брошурата „Едно необходимо осветление“.
По време на управлението на Народния блок (1931 - 1934) Кацков е областен управител на Кърджали. От 1936 до 1937 година издава вестник „Трибуна“ в Кърджали, близък до средите на бившата Демократическа партия. Оставя спомени за Кърджали.
Негова съпруга е обществената деятелка Констанца Кацкова, а дъщеря им Лилия Кацкова е видна преводачка.